# Estação Canillas

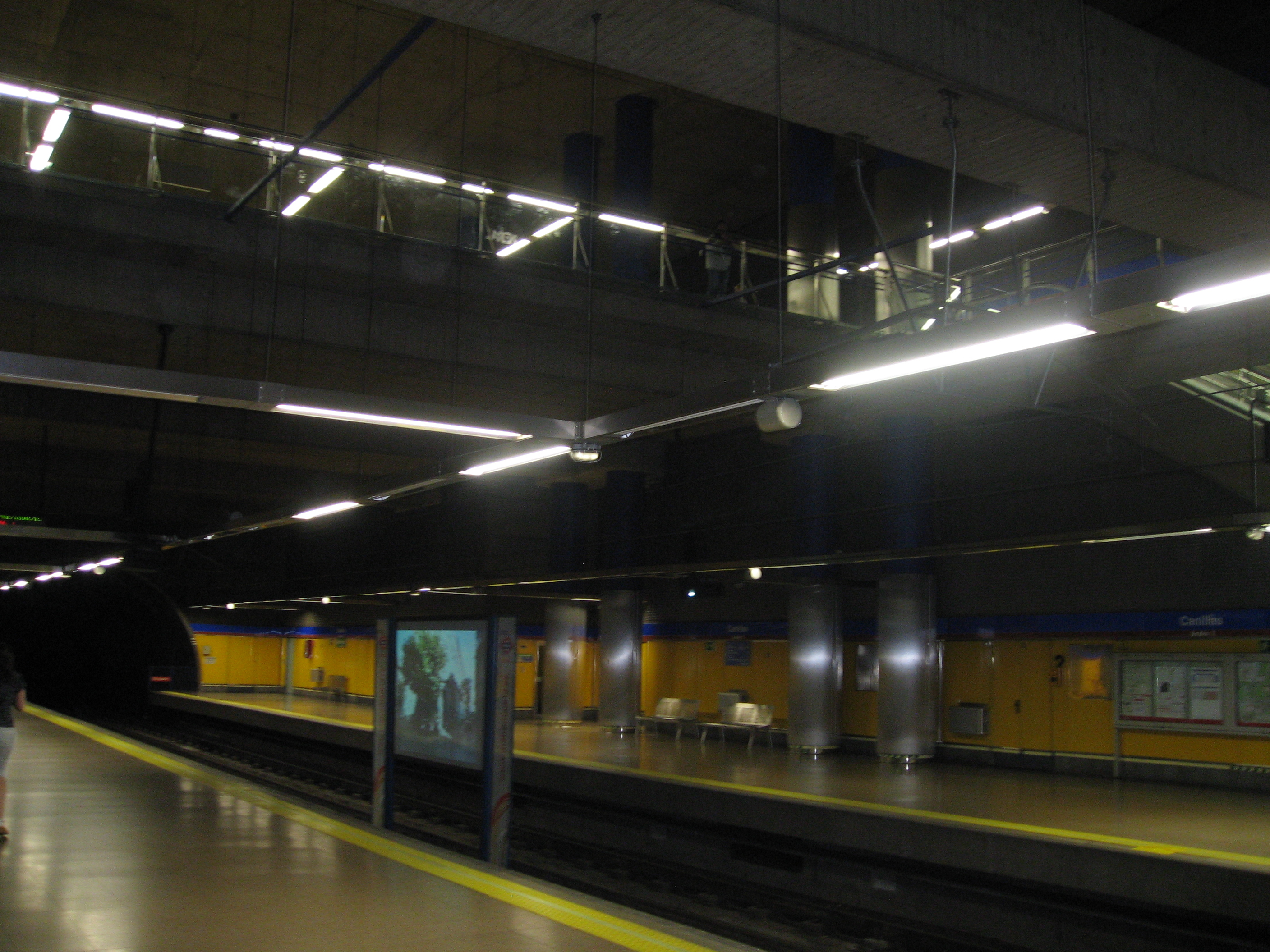
Vista das plataformas da estação de Canillas.

Canillas é uma estação da Linha 4 do Metro de Madrid .